# Tecpanecahpan
Tecpanecahpan of Tecpanecapan was een van de drie centrale deelstaten van de Azteekse Driebond, beter bekend als het Azteekse rijk. De Azteekse Driebond werd in 1428 gevormd. Tecpanecahpan was de minst machtige van de drie leden van het verbond. De hoofdstad van Tecpanecahpan was Tacuba en de leider van Acolhuacan was de Tecpanecahtecuhtli, de Tecpanekenleider. De inwoners van Tecpanecahpan werden als afstammelingen van de Tepaneken beschouwd. De laatste Tecpanekenleider was Tetlepanquetzanitzin, maar hij werd door de Spanjaarden van Hernán Cortés verslagen en met Cuauhtemoc in 1525 opgehangen.
Mexihco · Tenochtitlan      
Acolhuacan · Texcoco      
Tecpanecahpan · Tlacopan